# Carol Burnett
Carol Creighton Burnett (San Antonio, Texas, 26 d'abril de 1933) és una actriu, comediant i cantant estatunidenca, reconeguda principalment per protagonitzar el programa The Carol Burnett Show, que es va transmetre per la cadena CBS entre 1967 i 1978.
El seu talent per a la paròdia li van comerciejar el títol d'American Queen of Comedy (Reina de la comèdia americana).
El 1977 va ser votada una de les 20 dones més admirades dels Estats Units, ha guanyat cinc Globus d'Or, sis Emmy, dotze People's Choice Awards, va ser nomenada "Dona de l'Any" pel Cercle de Crítics de TV i pertany al Television Hall of Fame des de 1985.
El seu talent per a la paròdia li va atorgar el títol de American Queen of Comedy (Reina de la comèdia americana).

## Biografia
Va néixer a San Antonio, Texas, i als 8 anys es va traslladar a Los Angeles. Va passar la seva infantesa a Hollywood a cura de la seva àvia Nanny, els seus pares eren alcohòlics. Volia estudiar periodisme però no tenia diners, una misteriosa donació anònima de 50 dòlars va permetre el seu ingrés i va cursar estudis a la Universitat de Califòrnia, Los Angeles en anglès i teatre.
A New York, es va fer famosa en el circuit de cabarets i night clubs pel seu cant i imitacions, va realitzar el seu debut a Broadway amb el musical Once upon a Mattress (1959).
Després va aparèixer amb regularitat en televisió en The Gary Moore Show (1959–1962) i en The Tonight Show i amb Ed Sullivan.
El 1962 va fer una aparició en el Carnegie Hall amb guió de Mike Nichols amb la seva amiga Julie Andrews (Julie and Carol at Carnegie Hall), en els anys 70 va repetir el format en Carol i Julie en el Lincoln Center i amb la soprano Beverly Sills en el Metropolitan Opera de New York (Beverly and Carol at the Met). Ha participat en pel·lícules - se la recorda com Miss Hannigan a Annie -, sèries de televisió i una sèrie d'especials per a la televisió amb grans figures de l'espectacle com Steve Martin, Plácido Domingo i Robin Williams. Durant 2003 va fer una gira de gales amb la mezzosoprano Frederica von Stade actuant amb la San Francisco Symphony, Fort Worth, Dallas, Washington, etc.
Participa en la segona temporada de la sèrie Glee, en el paper de la mare de Sue Sylvester, i canta la cançó "Ohio".

### The Carol Burnett Show
L'emissió setmanal del Carol Burnett Show (1966–1977) es va convertir en un dels programes televisius més populars i, amb la seva participació en el mateix, Burnett va guanyar cinc premis Emmy. El xou es considera el successor del llegendari xou de Lucille Ball, pionera dels enregistraments en estudi amb públic present i qui la va apadrinar. El xou va tenir 278 episodis, va fer famosos a l'equip integrat Tim Conway, Vicki Lawrence i Harvey Korman guanyant en total 23 nominacions als Premis Emmy.
Van ser famoses les paròdies de Carol Burnett i imitacions com la Reina Isabel d'Anglaterra, Charo, Gloria Swanson (àlies Norma Desmond en Sunset Boulevard), Bette Davis, Joan Crawford, Lana Turner i altres personatges així com El que el vent es va portar ("Gone with the wind") i Rebecca entre altres pel·lícules. El segment protagonitzat per Burnett com "Eunice" (una fracassada provinciana meridional) va cobrar tal popularitat que finalment es va convertir en un xou apart.
En cada episodi era convidada una celebritat que competia en un nombre còmic amb Carol Burnett i el seu equip. Pel xou van passar Carol Channing, Lucille Ball, Lana Turner, Ella Fitzgerald, Liza Minnelli, Cher, Ethel Merman, Sammy Davis Jr, Eileen Farrell, Jack Palance, Gloria Swanson, Jackson 5, Maggie Smith, Marilyn Horne, Mel Tormé, Dionne Warwick, James Stewart, Chita Rivera, Jerry Lewis, Rock Hudson, Dick Van Dyke, Julie Andrews, Beverly Sills, Bernadette Peters, Lily Tomlin, Madeline Kahn, Steve Martin, Robin Williams, The Carpenters, Dinah Shore, Steve Lawrence, Eydie Gorme i uns altres.

## Vida privada
Es va casar el 1955 amb Don Saroyan de qui es va divorciar el 1962 per casar-se el 1963 amb el productor Joe Hamilton, pare de vuit i amb qui va tenir les seves tres filles, Carrie, Jody i Erin. La parella es va divorciar el 1984 i en 2001 es va casar amb Brian Miller.
La seva filla Carrie va morir en 2002 als 38 anys de càncer després de superar la seva addicció a les drogues.
El 1986 va publicar les seves memòries "One More Time" (Random House)

## Teatre
- Once Upon a Mattress (1959)
- Fade Out - Fade In (1964)
- Moon Over Buffalo (1995)
- Putting It Together (1999)

## Cinema
- Who's Been Sleeping in My Bed? (1963)
- Rowan & Martin at the Movies (1968)
- Star Spangled Salesman (1968)
- Pete i Tillie (Pete 'n' Tillie) (1972)
- The Front Page (1974)
- A Wedding (1978)
- Health (1980)
- The Four Seasons (1981)
- Chu Chu and the Philly Flash (1981)
- Annie (1982)
- 6 Weeks (1982)
- Noises Off... (1992)
- Moon Over Broadway (1997)
- Get Bruce (1999)
- The Trumpet of the Swan (2001)
- Broadway: The Golden Age, by the Legends Who Were There (2003)
- Horton Hears a Who! (2008)
- Post Grad (2009)

## Premis i nominacions

### Premis
- 1962. Primetime Emmy a la millor actuació sèrie musical o de varietats per The Garry Moore Show
- 1963. Primetime Emmy a la millor actuació sèrie musical o de varietats per Julie and Carol at Carnegie Hall
- 1970. Globus d'Or a la millor actriu en sèrie musical o còmica per The Carol Burnett Show
- 1972. Globus d'Or a la millor actriu en sèrie musical o còmica per The Carol Burnett Show
- 1972. Primetime Emmy a la millor sèrie còmica, musical o de varietats per The Carol Burnett Show
- 1974. Primetime Emmy a la millor sèrie còmica, musical o de varietats per The Carol Burnett Show
- 1975. Primetime Emmy a la millor sèrie còmica, musical o de varietats per The Carol Burnett Show
- 1977. Globus d'Or a la millor actriu en sèrie musical o còmica per The Carol Burnett Show
- 1978. Globus d'Or a la millor actriu en sèrie musical o còmica per The Carol Burnett Show
- 1997. Primetime Emmy a la millor actriu convidada en sèrie còmica per Mad About You

### Nominacions
- 1969. Primetime Emmy a la millor sèrie còmica, musical o de varietats per The Carol Burnett Show
- 1970. Primetime Emmy a la millor sèrie còmica, musical o de varietats per The Carol Burnett Show
- 1971. Globus d'Or a la millor actriu en sèrie musical o còmica per The Carol Burnett Show
- 1971. Primetime Emmy a la millor sèrie còmica, musical o de varietats per The Carol Burnett Show
- 1972. Primetime Emmy al millor programa musical o de varietats per Julie and Carol at Lincoln Center
- 1973. Globus d'Or a la millor actriu musical o còmica per Pete 'n' Tillie
- 1973. Globus d'Or a la millor actriu en sèrie musical o còmica per The Carol Burnett Show
- 1973. Primetime Emmy a la millor sèrie còmica, musical o de varietats per The Carol Burnett Show
- 1974. Globus d'Or a la millor actriu en sèrie musical o còmica per The Carol Burnett Show
- 1974. Primetime Emmy a la millor actriu en sèrie dramàtica per 6 Rms Riv Vu
- 1975. Globus d'Or a la millor actriu en sèrie musical o còmica per The Carol Burnett Show
- 1976. Globus d'Or a la millor actriu en sèrie musical o còmica per The Carol Burnett Show
- 1976. Primetime Emmy a la millor sèrie còmica, musical o de varietats per The Carol Burnett Show
- 1977. Primetime Emmy al millor especial còmic, musical o de varietats per Sills and Burnett at the Met
- 1977. Primetime Emmy a la millor sèrie còmica, musical o de varietats per The Carol Burnett Show
- 1978. Primetime Emmy a la millor sèrie còmica, musical o de varietats per The Carol Burnett Show
- 1979. Globus d'Or a la millor actriu secundària per A Wedding
- 1979. Globus d'Or a la millor actriu en sèrie musical o còmica per The Carol Burnett Show
- 1979. Primetime Emmy a la millor actriu en especial o minisèrie per Friendly Fire
- 1982. Globus d'Or a la millor actriu musical o còmica per The Four Seasons
- 1983. Globus d'Or a la millor actriu musical o còmica per Annie
- 1983. Globus d'Or a la millor actriu en minisèrie o telefilm per Life of the Party: The Story of Beatrice
- 1983. Primetime Emmy a la millor actuació en especial o minisèrie per Texaco Star Theater: Opening Night
- 1991. Globus d'Or a la millor actriu en sèrie musical o còmica per Carol & Company
- 1993. Primetime Emmy a la millor actriu convidada en sèrie còmica per The Larry Sanders Show
- 1995. Primetime Emmy a la millor actuació en programa musical o de varietats per Men, Movies & Carol
- 1998. Primetime Emmy a la millor actriu convidada en sèrie còmica per Mad About You
- 2002. Primetime Emmy al millor especial còmic, musical o de varietats per Carol Burnett: Show Stoppers
- 2009. Primetime Emmy a la millor actriu convidada en sèrie dramàtica per Law & Order: Special Victims Unit